# Huqúqu'lláh
Huqúqu'lláh (in arabo ﺣﻘﻮﻕ ﺍﻟﻠﻪ‎?, Diritto di Dio), spesso chiamato Legge di Huqúq è il complesso di norme socioeconomiche e spirituali dettate da Bahá'u'lláh nel suo Kitáb-i-Aqdas per regolare fra l'altro la gestione delle risorse finanziarie provenienti dalle contribuzioni volontarie dei fedeli.

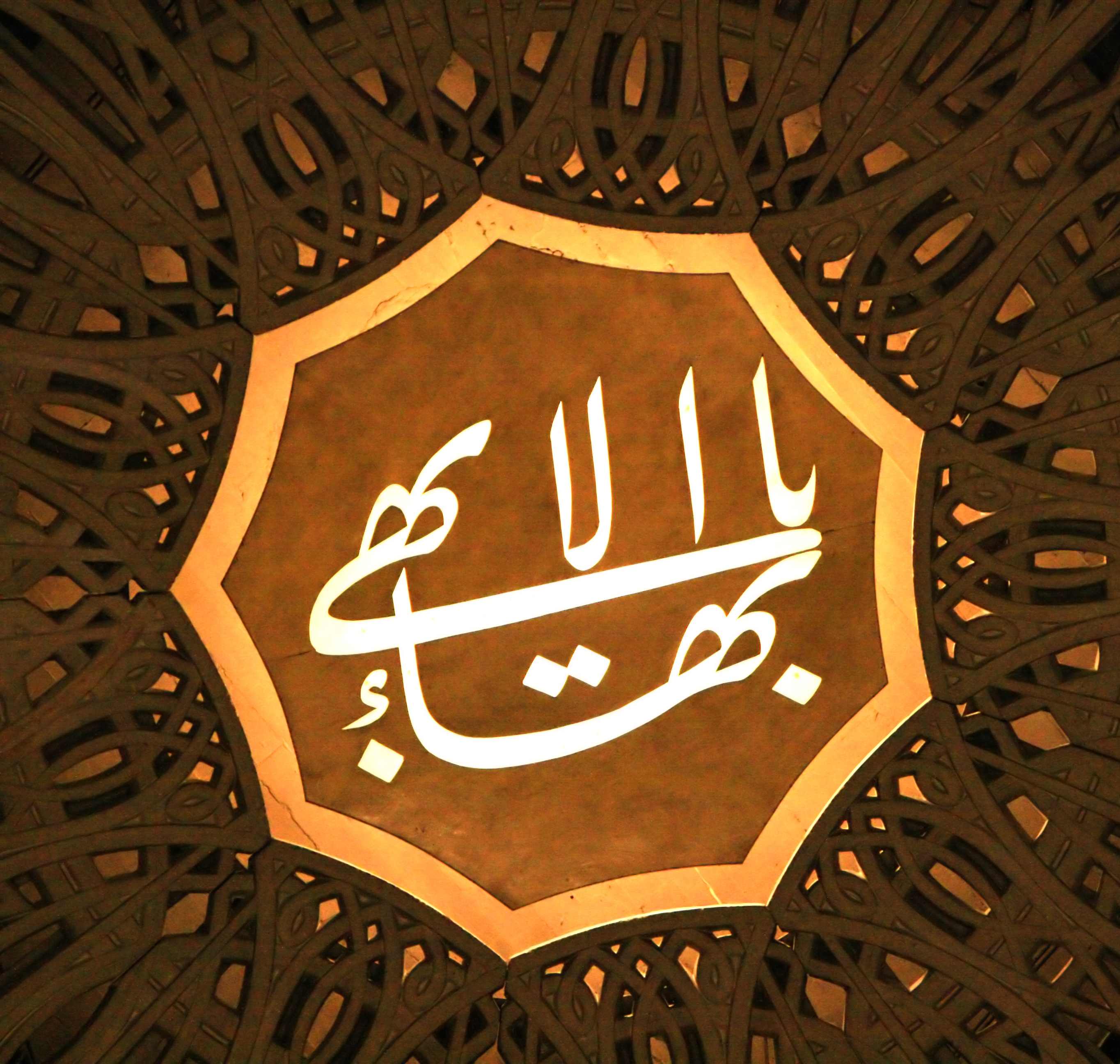
Il Più Grande Nome

Il Huqúqu'lláh prevede che i Bahai contribuiscano su base volontaria con il 19% della propria ricchezza, eccedente il necessario per una vita confortevole e dopo avere assolto i propri obblighi, al fine di finanziare progetti di sviluppo socioeconomico e filantropici.

## Storia
Bahá'u'lláh scrisse nel 1873 la legge del Huqúqu'lláh nel Kitáb-i-Aqdas, ma inizialmente non accettò alcun contributo. Nel 1878 nominò il primo amministratore del Huqúqu'lláh che aveva il compito di ricevere i contributi, Huqúq, dai Bahai persiani e successivamente quelli dei Bahai del Medioriente. Nel 1992 l'applicazione del Huqúqu'lláh divenne universale.
Nel 1991 la direzione del Huqúqu'lláh fu stabilita nel Centro mondiale bahai di Haifa in Israele.

### Gestione
Durante la vita di Bahá'u'lláh, le offerte erano fatte direttamente a Lui e dopo la sua morte ad 'Abdu'l-Bahá. `Abdu'l-Bahá stabilì nel suo testamento che il Huqúqu'lláh fosse offerto ai Custodi della causa di Dio.
Attualmente il Huqúqu'lláh viene offerto alla Casa Universale di Giustizia di Haifa.

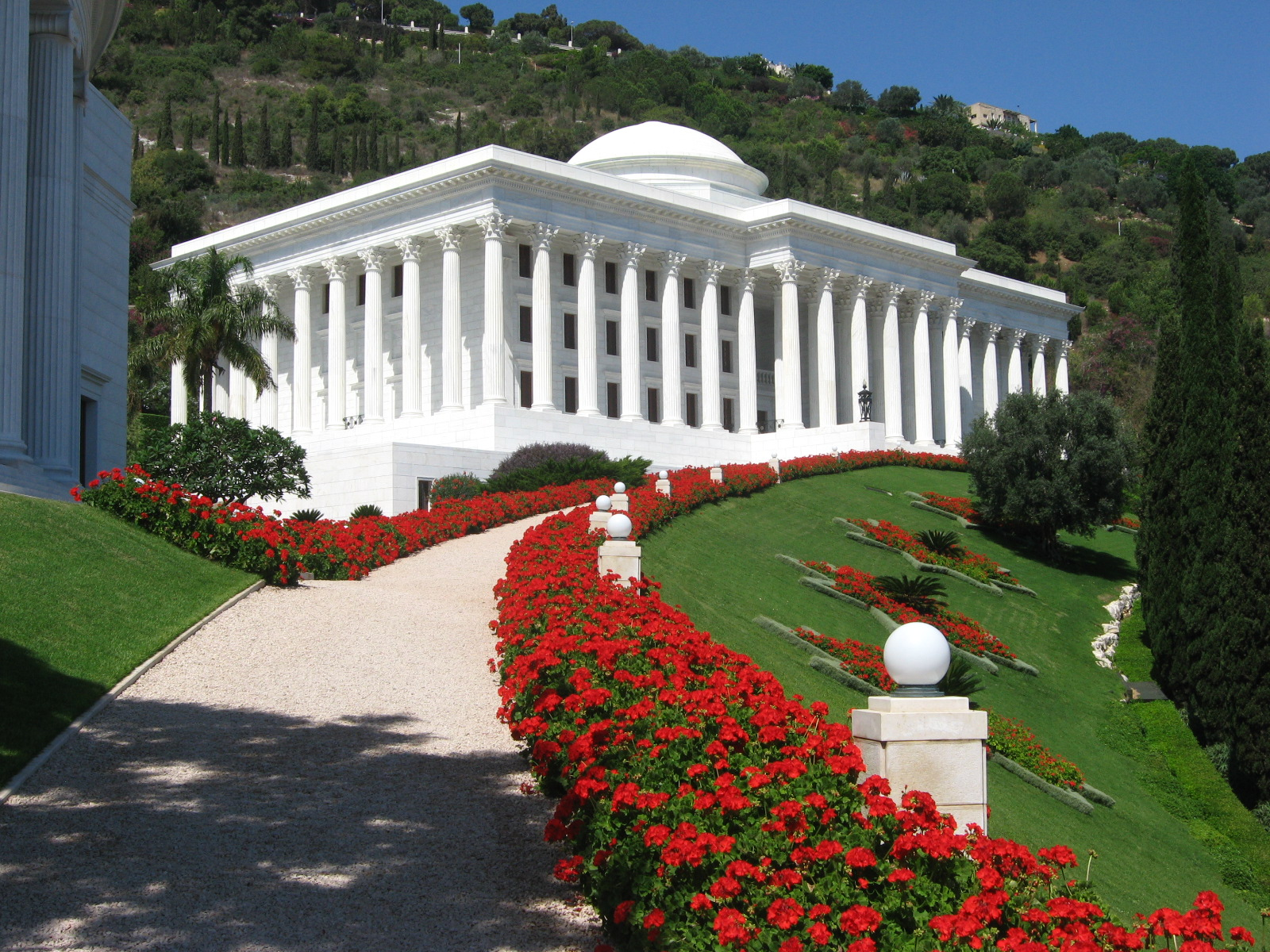
Casa Universale di Giustizia Bahai, Haifa

### Amministratori
- Hájí Sháh-Muhammad Manshádi, Amínu'l-Bayán (??-1881)
- Hájí Amín (Abdu'l-Hasan Ardikání), Amín-i-Iláhi (1881-1928)
- Hájí Ghulám-Ridá; Amín-i-Amín (1928-1938)
- Valíyu'lláh Varqá (1938-55)
- `Alí-Muhammad Varqá (1955-2007)[1]

## Finalità
Le finalità dell'Huqúqu'lláh sono dirette al sollievo dalla povertà, dal bisogno, dagli svantaggi, degli orfani e all'intervento in diverse attività filantropiche.
L'Huqúqu'lláh è un obbligo morale, il cui adempimento è lasciato alla coscienza individuale di ogni Bahai.

L'Huqúqu'lláh può essere accettato solo se offerto con gioia e piacere e, anche se viene ricordato ai fedeli, non può, tuttavia, essere richiesto o sollecitato.

## Calcolo
L'ammontare del Huqúqu'lláh è basato sul calcolo del valore della ricchezza individuale intesa in senso ampio, dopo avere detratto le spese necessarie per il mantenimento della propria vita.
Se un Bahai possiede, detratto quanto necessario alla propria vita, una ricchezza pari o superiore all'equivalente di 19 mithqal, ha l'obbligo spirituale di offrire come Huqúqu'lláh, una tantum, il 19% di tale eccedenza. Parimenti e con lo stesso calcolo opererà con gli eventuali futuri incrementi della propria ricchezza.

### Esenzioni
Sono esenti dal calcolo per la determinazione della base imponibile del Huqúqu'lláh alcuni beni necessari alla propria vita o all'esercizio della propria attività lavorativa, come la casa e il suo arredo o le attrezzature professionali
Bahá'u'lláh ha lasciato ai singoli Bahai la decisione individuale su ciò che si ritiene necessario alla propria vita e attività lavorativa.